# Évaluation comportementale

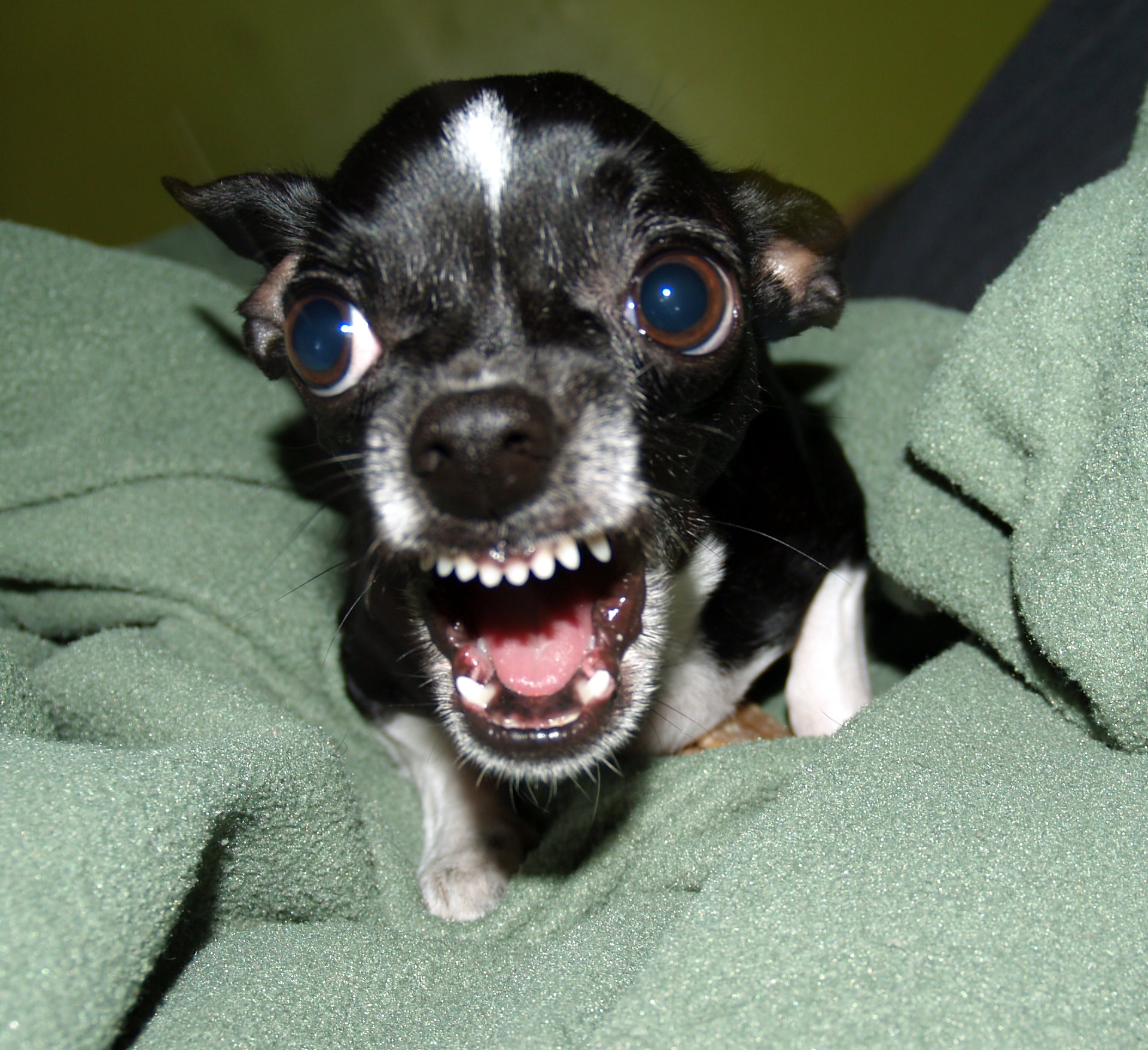
L'évaluation comportementale concerne également les chiens mordeurs.

En France, l'évaluation comportementale est une procédure vétérinaire destinée aux chiens mordeurs et aux chiens de première et de deuxième catégories, qui doivent être vus par un vétérinaire agréé qui estime leur danger potentiel.

## Législation
L'évaluation comportementale est encadrée par la loi du 20 juin 2008 et du Code rural. Elle est obligatoire pour les chiens de première et de deuxième catégories dont l'âge est compris entre 8 et 12 mois. Elle est également obligatoire sur décision du maire ou du préfet après une morsure. Dans ce dernier cas, l'évaluation doit avoir lieu dans les 15 jours qui suivent l'accident. Le chien doit obligatoirement être identifié. Le coût de la procédure est à la charge du propriétaire.
L'évaluation comportementale doit être réalisée par un vétérinaire évaluateur, qui ne peut pas être le vétérinaire traitant du chien. Les vétérinaires évaluateurs ne sont pas obligés d'avoir une formation spécifique, sauf si le conseil régional de l'ordre l'exige,. Pour devenir vétérinaire évaluateur, un praticien doit envoyer une demande motivée à l'Ordre, en précisant compétences et expériences en comportement animal. Les vétérinaires évaluateurs doivent être inscrits à une ou plusieurs listes départementales, qui sont gérées par l'Ordre des vétérinaires. Les conclusions de l'évaluation doivent être reportées au fichier I-CAD.

## Procédure
L'évaluation comportementale a pour objectif de déterminer le niveau de dangerosité probable de l'animal, échelonné de 1 à 4. Il ne s'agit pas d'une consultation en comportement, et il n'existe pas de procédure spécifique et uniformisée à suivre pour le vétérinaire, même si la plupart suivent une méthodologie acquise en formation.
Le comportement de l'animal est observé et noté lorsqu'il est exposé à différentes situations : en présence de son entourage, enfants inclus, de personnes inconnues, dans une situation inhabituelle etc.,
Le vétérinaire réalise un rapport, et doit saisir ses résultats sur la plateforme I-CAD.
Au niveau 1, le chien n'est pas estimé particulièrement dangereux envers les humains. Pour les niveaux 2 et 3, l'animal est évalué comme présentant un risque de dangerosité, faible (niveau 2) ou critique (3) pour certaines personnes ou dans certaines situations. Au niveau 4, il est estimé comme dangereux ; l'euthanasie est conseillée ou bien le placement du chien dans un lieu de vie adapté où l'animal ne sera pas susceptible de provoquer un accident.

## Conséquences de l'évaluation
À l'issue de l'évaluation, le rapport de l'évaluation est communiqué au propriétaire et au maire du lieu de résidence de l'animal.

## Critiques
98 % des chiens catégorisés dangereux ne présentent pas de risque aggravé de dangerosité lors de l’évaluation comportementale, selon une étude de 2010 portant sur 600 individus.